# Erstatningsnævnet
Erstatningsnævnet er et  nævn der via et sekretariat  varetager behandlingen af ansøgninger om erstatning i henhold til offererstatningsloven. Erstatningsnævnet træffer afgørelse efter indstilling fra sekretariatet. I sager vedrørende mindre erstatninger og en række øvrige sager er sekretariatet dog bemyndiget til at træffe afgørelse uden at forelægge sagen for Erstatningsnævnet.
Erstatningsnævnet er nedsat af justitsministeren og består af en formand og en eller flere næstformænd, der tilsammen udgør formandskabet, og et antal yderligere medlemmer. Erstatningsnævnets formand og næstformænd skal være landsdommere. Nævnets øvrige medlemmer udnævnes efter indstilling fra henholdsvis Social- og Integrationsministeren og fra Advokatrådet, og de  udnævnes for 4 år.